# Kırklareli
Kırklareli este un oraș din Turcia.